# Kichakasimba
Kichakasimba är en kulle i Kenya.   Den ligger i länet Kwale, i den södra delen av landet, 400 km sydost om huvudstaden Nairobi. Toppen på Kichakasimba är 296 meter över havet, eller 229 meter över den omgivande terrängen. Bredden vid basen är 3,1 km.
Terrängen runt Kichakasimba är platt åt sydost, men åt nordväst är den kuperad. Runt Kichakasimba är det ganska tätbefolkat, med 75 invånare per kvadratkilometer. Omgivningarna runt Kichakasimba är huvudsakligen savann.